# Facidia remaudi
Facidia remaudi är en fjärilsart som beskrevs av François Louis Nompar de Caumont de Laporte 1972. Facidia remaudi ingår i släktet Facidia och familjen nattflyn. Inga underarter finns listade i Catalogue of Life.